# Benedek Katalin (folklorista)
Benedek Katalin (1947. május 26. –) magyar néprajzkutató.

## Élete
Felmenői között szerepel többek között Csengery Antal és König Róza, valamint Benedek Elek író. Szülei Benedek András író és Vámossy Klára voltak. Testvére Benedek Gábor történész volt.
Az Eötvös Loránd Tudományegyetem néprajz-magyar szakán végezte tanulmányait. A Magyar Tudományos Akadémia Néprajzi Kutatóintézetében helyezkedett el.
Kutatásokat végzett Tyukodon és környékén, illetve Moldvában. Számítógépes meseadatbázis építésében vállalt vezető szerepet. A Magyar Népmese Katalógus sorozatszerkesztője.
A Magyar Néprajzi Társaság tagja.

## Művei
- 1984-2001 Magyar Népmesekatalógus. Budapest.
- 2003 Ostoba ördögmesék katalógusa. In: Pócs Éva (sorozatszerk.): Vallási Motívumok Mutatója I.
- 2005 Magyarfalusi emlékek. Budapest.
- 2006 A tengeri kisasszony. Ipolyi Arnold kéziratos folklórgyűjteménye egész Magyarországról (1846–1858). Budapest.
- 2008 Árpád Fábián The World-travelled Braveheart of Tyukod. Repertoire of a Hungarian Gypsy Storyteller.
- 2011 A népköltészet terített asztalánál - Tanulmánygyűjtemény. Budapest. (szerk.)